# 1877 w sztukach plastycznych
Wydarzenia w sztukach plastycznych i wizualnych w 1877 roku.

## Malarstwo

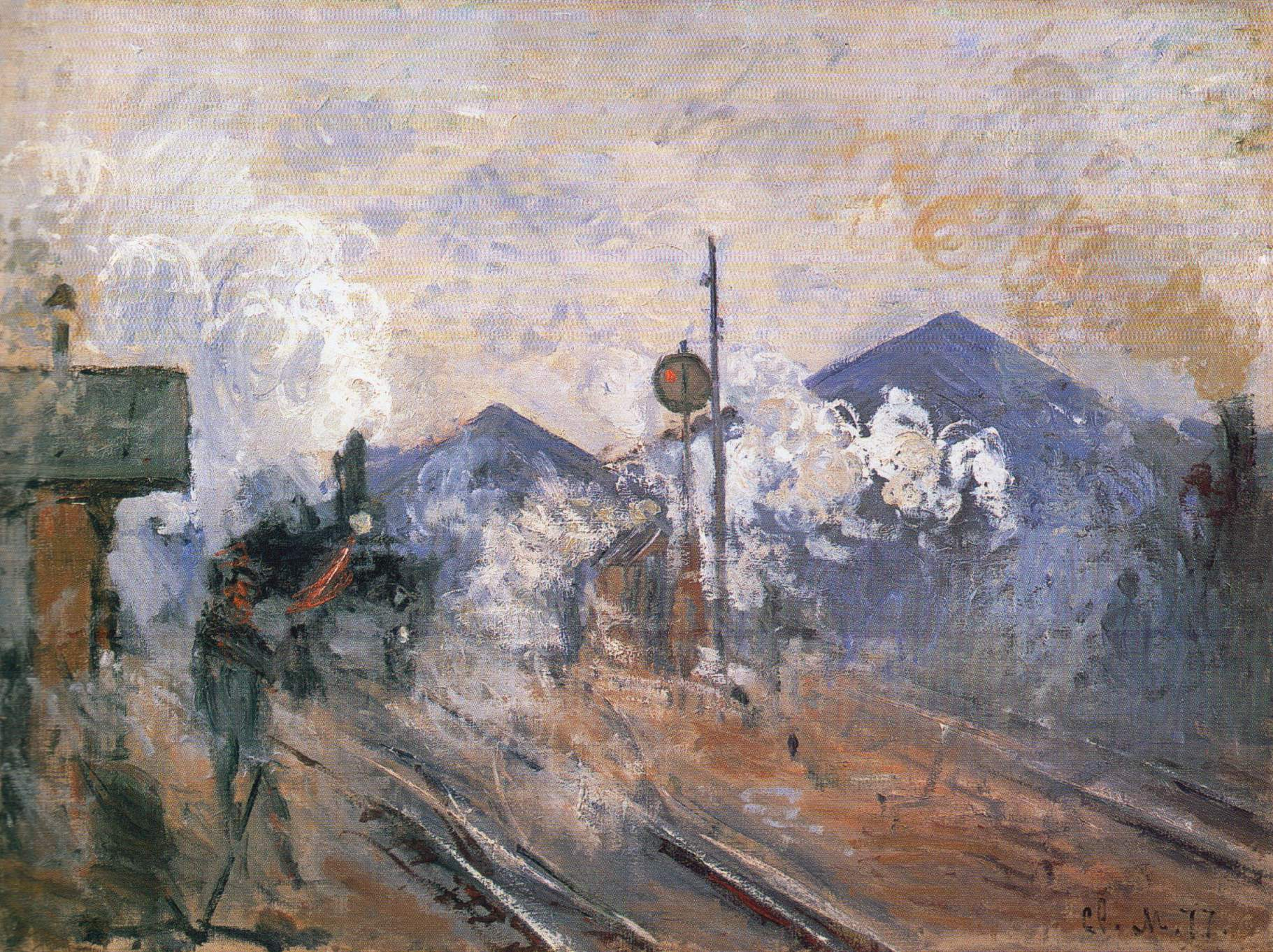
Monet Tory kolejowe na dworcu Saint-Lazare Station

- Tadeusz Ajdukiewicz

Po polowaniu na jelenia
- Józef Chełmoński

Przed karczmą – olej na płótnie, 71x174,5 cm
- Edgar Degas

Kieliszek absyntu (1876-1877)
Cyrk Fernando
- Aleksander Kotsis

Autoportret – olej na płótnie naklejonym na deskę, 54x42 cm
- Claude Monet

Tory kolejowe na dworcu Saint-Lazare Station – olej na płótnie, 60,5x81,1 cm
- Camille Pissarro

Dyliżans do Ennery
Czerwone dachy

## Rzeźba
- Auguste Rodin

Spiżowy wiek

## Urodzeni
- 26 stycznia – Kees van Dongen (zm. 1968), francuski malarz i ilustrator
- 27 marca – Josef Drahoňovský (zm. 1938), czeski rzeźbiarz i gliptyk
- 3 czerwca – Raoul Dufy (zm. 1953), francuski malarz i grafik

## Zmarli
- 1 stycznia – Alfred Bruyas (ur. 1821), francuski kolekcjoner i mecenas sztuki
- 31 marca – Jean Baptiste Madou (ur. 1796), belgijski malarz i litograf
- 12 maja - João Cristino da Silva (ur. 1829), portugalski malarz
- 16 września – Marcin Zaleski (ur. 1796), polski malarz
- 17 września – William Fox Talbot (ur. 1800), pionier fotografii
- 7 grudnia – Margaret Foley (ur. 1827), amerykańska rzeźbiarka
- 31 grudnia – Gustave Courbet (ur. 1819), francuski malarz